# 東京外かく環状道路
東京外かく環状道路（とうきょうがいかくかんじょうどうろ）は、東京都大田区から埼玉県を経て千葉県市川市に至る延長約85キロメートル (km) の道路である。首都圏における高速道路計画3環状9放射のうちの一つであり、首都高速中央環状線、首都圏中央連絡自動車道（圏央道）と合わせて首都圏3環状道路と総称される都心から約15 kmの環状道路である。
表記については1975年（昭和50年）頃から1991年（平成3年）頃までは公文書等で東京外郭環状道路と表記されており、この名残で市川市や東京都では現在も一部の都市計画道路名に「郭」の字を用いている。
東京の周りを取り囲んで、湾岸線、第三京浜、東名高速、中央道、関越道、東北道、常磐道、京葉道路、東関東道を相互に接続する計画だが、現在開通しているのは、自動車専用部（高速道路）の大泉ジャンクション（JCT）から高谷JCTまでの区間と、一般部（一般道路）の和光市から市川市までの区間である。供用区間は、自動車専用部は東京外環自動車道、一般部の大部分は国道298号として供用されている。
「東京外かく環状道路」は高速道路部（自動車専用部）と一般道路部の（事業中・計画中の区間を含めた）総称であり、そのうち現在供用中の高速道路部については「東京外環自動車道」の路線名を用いている。「東京外かく環状道路」と「東京外環自動車道」のどちらも外環あるいは外環道と略称される。
本項目では主に事業中区間・計画中区間について記述する。

## 概要
首都圏において、都心部から放射状に伸びる道路に比べて、それらを連結する環状道路の整備が遅れていることが、東京の慢性的渋滞の一因になり、日本の首都機能にとって弱点となっている。東京外かく環状道路は、この問題を解決するために計画された道路である。
都市計画道路として決定されたこともあり、下記の都県区間に分けられる。また、放射方向の道路で分けられることもある。主たる事業主体は国土交通省であり、高速道路は東日本高速道路（中央JCT - 高谷JCT間）と中日本高速道路（東名JCT - 中央JCT間）が施工している。
- 東京区間
  - 関越 - 東名間 : 2007年（平成19年）4月都市計画（変更）決定。事業中。
  - 東名高速以南 : 調査中。
- 埼玉区間
  - 大泉JCT - 埼玉県・東京都境 : 東京外環自動車道・国道298号として開通済。
- 千葉区間
  - 埼玉県・東京都境 - 高谷JCT : 東京外環自動車道・国道298号として開通済。

### 国道指定区間
東京外かく環状道路の一般道路の全ての区間が、国道298号に指定されているわけではない。国道に指定されているのは、和光市から市川市までの区間だけである。大泉ジャンクション付近から和光市までの一般道路は、市区道（一部区間は埼玉県道88号和光インター線）であり、国道ではない。また、東八道路インターチェンジから大泉ジャンクションまでの一般道路（外環の2）も、現時点では国道指定される予定はない。

## 東京区間
外環道東京区間は、計画の進捗状況により関越・東名間と東名高速以南に分かれる。  

### 関越・東名間

#### 着工まで
関越自動車道（練馬区・大泉JCT）から中央自動車道（三鷹市・仮称中央JCT）を経て、東名高速道路（世田谷区・仮称東名JCT）に至る区間。1966年（昭和41年）に高架構造として都市計画決定されたものの、土地収用や排気ガスによる環境悪化を心配する周辺住民の反対運動が根強かったため、根本龍太郎建設大臣や美濃部亮吉東京都知事らによって、1970年（昭和45年）10月に計画が凍結された。
1999年（平成11年）に石原慎太郎が東京都知事に就任すると、効率的な物流ネットワークの構築や慢性化した渋滞の緩和を提唱し、2003年（平成15年）には、当初の高架構造から大深度地下（地下40 m）を通す計画に変更する「方針」が公表された。2007年（平成19年）3月15日、東京都の都市計画審議会にて、関越道・中央道・東名高速と接続する3ジャンクション（JCT）と、目白通り・青梅街道・東八道路の3インターチェンジ（IC）を設置する案が承認され、同年12月25日、国土交通省の第3回国土開発幹線自動車道建設会議にて基本計画が承認される。
決定された計画では、関越自動車道の起点を練馬区から三鷹市に変更した上で、関越道から中央道までを関越自動車道として、中央道から東名までを中央自動車道として整備することとされた。石原はその後も折に触れ、着工の前提となる整備計画を定めることを要望し、2009年（平成21年）4月27日の第4回国土開発幹線自動車道建設会議で整備計画が承認された。
国土交通省は関越-東名を6車線（片側3車線）、設計速度80 km/hで整備することで、これにより現在約60分要している関越道 - 東名高速は、12分へと大幅に短縮されるものと予測している。
この外環東京区間は、国内で初めて、高速道路の構想段階からPI（Public Involvement、市民参加）方式を導入し、2002年（平成14年）6月からPI外環沿線協議会、2005年（平成17年）1月からPI外環沿線会議が開催された。原点に立ち戻り、計画の構想段階から幅広く意見交換を行うものとして発足したが、PI協議会・PI会議での議論とは関係なく方針の公表等が行われ、事業化された。PI協議会・PI会議に参加した委員が外環のPIを検証し課題をまとめている。

#### 着工
2011年（平成23年）12月12日に、国土交通省が同区間の着工方針を明らかにし、2013年（平成25年）9月に東京での開催が決定した2020年夏季オリンピック大会までの完成を目指していた。大泉、中央、東名JCT周辺の買収率は2018年（平成30年）時点で90%を超えていたが、青梅街道IC付近の取得率が14 %と土地収用が間に合わず、2018年（平成30年）3月に2020年（令和2年）開通は出来ないとの見方を示した。
シールドトンネルの主要部分は国土交通省が直轄施工し、大泉JCT - 中央JCT間（約9.9 km）はNEXCO東日本、中央JCT - 東名JCT間（約6.3 km）はNEXCO中日本が舗装・設備工事等を施工し、完工後は有料道路として運営する。
この区間に並行して、地上部には一般道路の東京都市計画道路幹線街路外郭環状線の2（通称「外環の2」）が都市計画決定されており、一部区間は東京都により事業着手されている。
地下トンネルは、躯体底部の深度が最大で70 mにも及ぶと推測されており、2001年（平成13年）に制定された大深度法基準の41 mを大きく超える。これが適用されるトンネルは、兵庫県神戸市で計画中の大容量送水管敷設事業が2007年（平成19年）に認可されて以来、全国で2例目となる。
国土交通省は円形双設シールドで掘り進む計画であるが、日本のゼネコンでも、40 mを超える地下での施工経験は無く、建造物や埋設物が密集する都内区間では、地表を開いてトンネルを構築する工法は不可能なため、未知数の掘削を迫られる事となった。加えて、区間の大半の土被りが50 mになる見込みで、シールド機やセグメントにかかる土圧・水圧もこれまでの経験を大幅に上回る。
日本最大の大断面シールドトンネル施工（直径16 m）、約1,000万立方メートル (m3) の発生土処理、日本でも実績のない地中拡幅工事、市街地施工での地域環境への配慮など、課題が山積している。国土交通省では、これらの課題解決に向け、技術内容を精査するため、専門委員会を設置した。
大手・準大手ゼネコンでも外環の着工を見据え、これまでに、D-Shapeシールド工法（鹿島建設）やツインアーチジャンクション工法（大林組）、三円形シールド工法（熊谷組）といった独自の大深度地下トンネル技術を生み出してきた。これに合わせ、国交省設置の大深度トンネル技術検討委員会は2007年（平成19年）3月、都内区間で採用可能な19工法を検討案として選定し、2008年（平成20年）秋から技術検証を終える企業が相次いでいる。また同省は2008年（平成20年）秋にシールドトンネルの予備設計を日本シビックコンサルタントに委託済みで、IC・JCT周辺に設置を予定している立坑の図面作成や施工ヤード・工事用道路を決定した。
工事中に発生した土砂約240万 m3（10トンダンプで約50万台分））は、大泉ジャンクションから和光市の新河岸川水循環センター土仮置き場まで供用中の外環道約6kmに渡り、ベルトコンベアーで搬送（既存車線をシフトし、コンベアを設置）している。
事業費は、事業化時点の1兆2,820億円から25％増の1兆5,975億円となり、増額分の3,155億円は執行済額2,971億円を上回った。
なお、この区間は5,000mを超える長大トンネル(東京外環トンネル)になることから、道路法により危険物積載車両の通行は禁止されることになる。

#### 調布市の陥没事故の問題
2020年10月18日に調布市東つつじケ丘2丁目で起きた陥没事故の問題で、関連の工事が中断していたが、2022年2月に大泉ジャンクション付近の工事を再開した。しかし、陥没現場付近での工事に関しては周辺住民との間で補修工事に必要な住宅の立ち退きや一時移転の交渉が難航していることや住民からの仮処分申し立てにより、東京地方裁判所からトンネル掘削工事の中止命令が発せられていることを受けて、2024年10月時点で再開されていない。

### 東名高速以南
東名高速道路から南は、予定路線に位置付けられているが計画が具体化されておらず詳細は未決定である。この区間の整備により交通が転換し、都心部の渋滞緩和が期待されている。また、首都直下地震等の災害時の際は緊急物資の輸送拠点である東扇島地区から内陸部へのアクセス向上及びリダンダンシーの確保されるため、緊急輸送機能の強化もされる。
2016年（平成28年）2月、東京都などの要望を受け、計画の具体化に向け国土交通省、東京都、川崎市を構成員とする「東京外かく環状道路（東名高速〜湾岸道路間）計画検討協議会」が設立されることになった。
ルートは次の二案が検討されている。
- 多摩川北岸を進み、1号羽田線昭和島JCTに接続して東海JCTで湾岸線に接続する案。第三京浜道路への接続は玉川IC付近。
- 多摩川南岸を進み、1号横羽線大師JCTに接続して川崎縦貫道路から川崎浮島JCTで湾岸線及び東京湾アクアラインに接続する案。第三京浜道路への接続は玉川料金所付近。

## 埼玉区間

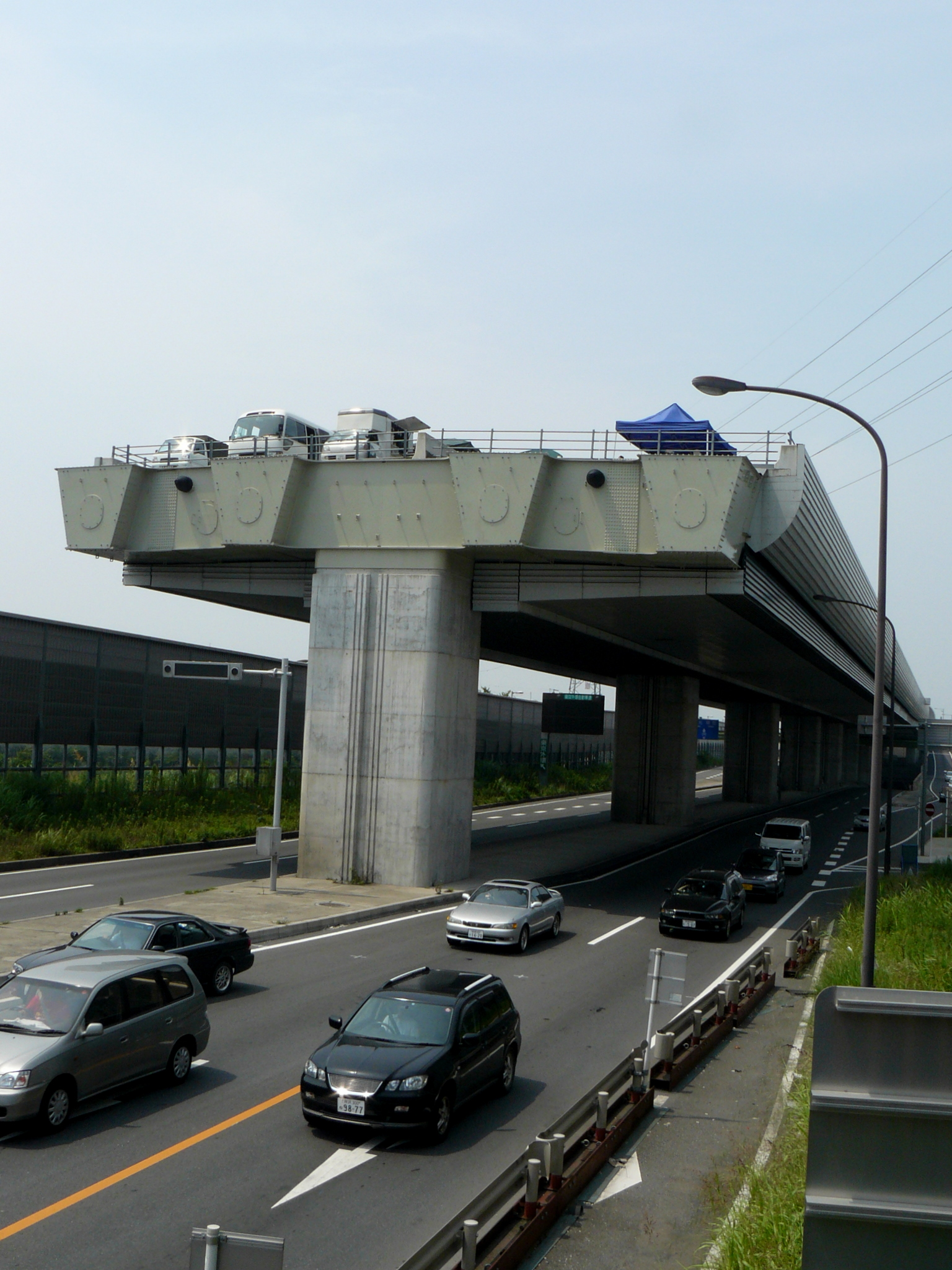
建設中の東京外かく環状道路埼玉区間（埼玉県三郷市鷹野）

外環道埼玉区間は、関越自動車道から埼玉県三郷市・東京都葛飾区境までの区間に当たる。
専用部は後述のように複数の高速自動車国道に指定されており、東京外環自動車道として供用されている。また並行して、地上部には一般部に国道298号が指定・供用されている。
最初に供用開始した区間で、1969年（昭和44年）5月に幅員40 mで都市計画決定、1970年（昭和45年）4月に事業化されたが、環境問題として沿道市から対策を要望されたため環境施設帯20 mを両側に設けた道路構造の見直しが行われ、1985年度（昭和60年度）、幅員62 mで都市計画変更された。綾瀬川放水路区間については環境施設帯の車道との間に綾瀬川放水路が併設され幅員82 mとなっている。1986年に整備計画・施行命令がされた。この環境施設帯は、読売新聞社選定の「新・日本街路樹100景」（1994年〈平成6年〉）のひとつに選定されている。
1994年（平成6年）までに大泉JCT - 三郷JCTが完成、一般部についても2005年（平成17年）3月に埼玉県内に加えて国道6号までの一般部が4車線となった。従来は、東北道 - 常磐道は首都高速中央環状線を、さらに関越道 - 東北道は首都高速都心環状線を経由して大回りする必要があったが、開通後は大幅に時間短縮され、それぞれの所要時間は通常時で10分台である。一方、1日あたりの交通量の最大8万台以上の増加にともない渋滞が発生することもある。
三郷南IC以南は市川市内で土地買収に遅延が生じたため、先行して買収が行われた区間の一般部を先行して開通させていた（後述）。専用部は「東京外環自動車道」として2018年（平成30年）6月2日に開通したほか、同時に三郷JCT - 三郷南IC間に三郷中央ICが供用された。
地域高規格道路の計画により八潮市八條地先で東埼玉道路と接続する計画もあり、一般部については事業化・供用されている。専用部についても2020年度（令和2年度）に事業が認可された。

## 千葉区間
外環道千葉区間は、通称千葉外環とも呼ばれ、埼玉県三郷市・東京都葛飾区境から湾岸道路までの区間にあたり、通過する市区により葛飾区間、松戸市区間、市川市区間に分けられる。自動車専用部については東日本高速道路（NEXCO東日本）により埼玉県内と同様に「東京外環自動車道」の延伸部として建設され、2018年（平成30年）6月2日に開通した。
開通前の従来ルートでは渋滞が慢性化している、首都高速6号三郷線・中央環状線・千葉県道1号市川松戸線などを経由する必要があったが、開通後は大幅に時間短縮され、三郷JCT - 高谷JCTの所要時間は15分程度となっている。
2023年に東日本高速道路会社が公表した資料では、開通から5年が経過し、中央環状線の交通量が約3割減ったとしている。
千葉外環は、首都高速道路の慢性的な渋滞緩和につながる「最重要区間」であったため、実現に向けて、さまざまな対策が施されている。基本的構造としては、高速道路部が下段、一般道路部が上段の掘割スリット構造となっている。
市川市区間は、2015年末で、用地取得率が100%となったが、そこに至るまで過程において、他の区間に比べ用地取得が遅れぎみだったため、任意交渉と並行して土地収用法における強制執行の手続きが進められ、2010年（平成22年）12月17日に土地収用法に基づく事業の認定が告示され、2011年（平成23年）11月28日には国土交通省と東日本高速道路株式会社は千葉県収用委員会に対し、未買収用地の一部の強制収用の裁決を求める申請を行った。
なお、首都圏の3環状9放射の高速道路計画では、高谷JCTをそのまま南下し第二東京湾岸道路（調査中）と接続する計画であるが、船橋市にある三番瀬の環境保護問題や公共工事の見直しで、第二東京湾岸道路の建設そのものの目処が立っていない。

### 先行整備
松戸・市川の両市に関しては、速やかな慢性渋滞の解消、空地となっている収用済みの用地の有効活用の観点から、外環道千葉県部全線開通まで先行整備を進めていた。
区間1
国道6号 - 千葉県道1号市川松戸線
国道部（国道298号）の2車線を整備（対面通行）/環境施設帯（植樹帯、サービス道路、自転車歩行者道）を整備
2008年（平成20年）3月22日開通
区間2
国道357号 - 千葉県道6号市川浦安線
国道部（国道298号）の2車線を整備/できる限り環境施設帯（植樹帯、サービス道路、自転車歩行者道）を整備
2009年（平成21年）8月8日開通
区間3
千葉県道1号市川松戸線 - 千葉県道264号
主に、環境施設帯（植樹帯、サービス道路、自転車歩行者道）を整備
2010年度（平成20年度）以降逐次

## 法定路線名
東京外かく環状道路とは事業名であり、高速自動車国道の路線を指定する政令で指定されている路線名（法定路線名）とは異なる。下記のように複数の高速自動車国道の一部ということになっている。
- 中央自動車道富士吉田線（中央自動車道西宮線・長野線重複） : 東名JCT（仮称）- 中央JCT（仮称）
- 関越自動車道新潟線（関越自動車道上越線重複） : 中央JCT（仮称）- 大泉JCT
- 東北縦貫自動車道弘前線（東北縦貫自動車道八戸線、常磐自動車道、東関東自動車道水戸線重複） : 大泉JCT - 川口JCT
- 常磐自動車道（東関東自動車道水戸線重複） : 川口JCT - 三郷JCT
- 東関東自動車道水戸線 : 三郷JCT - 高谷JCT

## 通過市町村
（東京区間）
- 東京都
  - 世田谷区 - 狛江市 - 調布市 - 三鷹市 - 武蔵野市 - 杉並区 - 練馬区

（埼玉区間）
- 埼玉県
  - 和光市 - 戸田市 - さいたま市南区 - 川口市 - 草加市 - 八潮市 - 三郷市
- 東京都
  - 練馬区

（千葉区間）
- 東京都
  - 葛飾区
- 千葉県
  - 松戸市 - 市川市

## インターチェンジなど
- 名称は仮称。
- 東名JCT - 大泉JCT間は高速道路部のみ事業中（一般道部は調査中）。
- 当路線は高谷JCTをそのまま南下し、第二湾岸(調査中)と接続する計画がある(首都圏の3環状9放射の高速道路計画による)。

| IC 番号                                      | 施設名                         | 接続路線名                                      | 起点 から （km）  | 備考              | 所在地        | 所在地        |
| -------------------------------------------- | ------------------------------ | ----------------------------------------------- | ----------------- | ----------------- | ------------- | ------------- |
| -                                            | 名称未決定の施設               | 首都高速湾岸線                                  |                   |                   | 東京都        | 大田区        |
| 調査中（約20 km）                            | 調査中（約20 km）              | 調査中（約20 km）                               | 調査中（約20 km） | 調査中（約20 km） | 東京都        | 世田谷区      |
| -                                            | 東名JCT(仮称)                  | E1 東名高速道路                                 | (0.0)             | 開通時期未定      | 東京都        | 世田谷区      |
| -                                            | 中央JCT(仮称) 東八道路IC(仮称) | E20 中央自動車道 都道14号新宿国立線（東八道路） | (6.4)             | 開通時期未定      | 東京都        | 三鷹市        |
| -                                            | 青梅街道IC(仮称)               | 都道4号東京所沢線（青梅街道）                   | (12.3)            | 開通時期未定      | 東京都        | 練馬区        |
| -                                            | 目白通りIC(仮称)               | 都道24号練馬所沢線（目白通り）                  | (16.2)            | 開通時期未定      | 東京都        | 練馬区        |
| 50                                           | 大泉JCT                        | E17 関越自動車道                                | (16.2)            |                   |               | 練馬区        |
| 開通済区間（C3 東京外環自動車道・国道298号） |                                |                                                 |                   |                   |               |               |
| 92                                           | 高谷JCT                        | 首都高速湾岸線 E51 東関東自動車道               |                   |                   | 千葉県 市川市 | 千葉県 市川市 |

## 歴史
- 1957年（昭和32年）9月9日：この日の東京都市計画高速道路調査特別委員会の第3回特別委員会において、山田正男東京都建設局都市計画局長（当時）が「環状6号より外側に高架高速道路が必要。しかし環状7号は局部的で上に高速道路を作るのは考えられず、環状8号はほとんど整備されていない。23区内は市街化が予想されるので、高速道路建設には不向き。23区の外側に1つ配置したい」という旨を発言した。
- 1960年（昭和35年）
  - 春頃：第三京浜計画策定にあたり、東名・中央を含めた交通の区部内受け入れ対策として、外環道計画が急速に浮上する。
  - 12月：外環道東京区間において、4つの候補区間が選定される。Aルートは環状7と環状8の中間、Bルートは環状8の上、Cルートは当時の市街地を避けて武蔵境駅付近まで横長に大きく迂回するルート、そしてDルートは東京緑地計画におけるグリーンベルトに沿うルートであり、現在の外環道東京区間とほぼ一致するルートである。
- 1961年（昭和36年）3月：首都交通対策審議会が「区部周辺に長距離高速道路を受ける環状線を設けるべき」と答申。
- 1961年（昭和36年） - 1965年（昭和40年）：外環としてDルートが選定、関連機関との間でルートその他の調整が行われる。
- 1965年（昭和40年）5月17日：東龍太郎東京都知事（当時）が建設大臣に「東京外郭環状道路の早期決定と事業促進」を要望。
- 1966年（昭和41年）
  - 3月8日：東京都が調布・三鷹・武蔵野市および狛江町に対し、期限付きで外環都市計画について意見照会、各自治体は4月12日までに「反対」または「回答は困難」と回答。
  - 4月18日：建設大臣が東京都市計画地方審議会長宛に外環計画について諮問。
  - 4月22日：第一回審議会。
  - 5月4日：第二回審議会。
  - 5月18日：第三回審議会。本審議会では議論が多い外環については特別委員会を設置して別途審議することを決定。
  - 5月23日：特別委員会。
  - 5月26日：第二回特別委員会。出席した委員および各自治体の市長・区長・町長が激論をかわすが、賛否両論のまま議論は平行線となるも、次回の委員会で結論を出すことを決める。
  - 6月1日：衆議院建設委員会にて外環について質疑。山田正男建設省都市局参事（当時）が参考人として答弁。
  - 6月3日：第三回特別委員会。「原案を適当と認めるが、事業実施にあたっては適当な補償につとめ、公害について極力留意する」旨の答申案が議長より提案され、答申案について全体および各行政自治体毎に挙手による賛否が問われ、全ての自治体について「賛成」多数で答申が可決された。
  - 6月6日：第四回審議会は、特別委員会からの答申を受理。質疑応答が長時間にわたって行われたが、本件について「即日決定」することに出席委員104名中54人が賛成し、決定の仕方として、各自治体毎に採決する方式を議長が提案、その場で全自治体について個別に賛否が採決され、いずれも賛成多数となり答申が議決。
  - 6月7日：東都知事・都市計画地方審議会長（当時）は建設大臣宛に外環を含む審議案件を原案どおり議決した旨を答申。
  - 7月30日：東京都区間が都市計画決定（専用部6車線高架式・一般部2車線地上式）。
- 1969年（昭和44年）5月31日：埼玉区間・東京（葛飾区）区間・千葉区間が都市計画決定（専用部4車線高架式・一般部4車線地上式）。
- 1970年（昭和45年）
  - 4月：埼玉区間が事業化。
  - 10月：反対運動を受け、東京都内の区間について根本龍太郎建設大臣（当時）の「地元と話し得る条件の整うまでは強行すべきではない」旨の答弁 （いわゆる凍結発言）。
- 1972年（昭和47年）1月29日：関越道 - 東北道を東北自動車道として、東北道 - 常磐道を常磐自動車道として基本計画告示。
- 1973年（昭和48年）
  - 3月：千葉区間について金丸信建設大臣（当時）が「県、市、住民が反対なら一時やめるべき」と国会答弁。
  - 5月21日：一般国道298号工事開始告示。
- 1975年（昭和50年）9月：川上紀一千葉県知事（当時）が建設大臣に再検討の要請。
- 1985年度（昭和60年度）：埼玉区間が都市計画変更。
- 1986年（昭和61年）
  - 1月21日：川口市 - 三郷市の整備計画策定。
  - 3月14日：東京都練馬区 - 川口市の整備計画策定。
- 1988年（昭和63年）9月21日 - 千葉県収用委員会会長襲撃事件が起きる（千葉県収用委員会が機能停止）。
- 1991年（平成3年）12月20日：第29回国土開発幹線自動車道建設審議会で基本計画決定（三郷市 - 市川市）。
- 1992年（平成4年）11月27日：東京外環自動車道、和光IC - 三郷JCT間の開通により供用開始。川口JCTで東北自動車道・首都高速川口線、三郷JCTで常磐自動車道・首都高速6号三郷線と接続する。
- 1993年（平成5年）10月26日：首都高速5号池袋線が延伸開通し、東京外環自動車道と接続し美女木JCTの運用開始。
- 1994年（平成6年）
  - 3月30日：東京外環自動車道、和光IC - 大泉JCT間延伸により関越自動車道と接続する。
  - 11月：首都道路会議で、西部環状部分における地下構造化を含めた検討方針を確認。
- 1995年（平成7年）8月：都市計画案の公告・縦覧（千葉区間）。
- 1996年（平成8年）12月27日：千葉区間が掘割構造（半地下）への都市計画変更。第30回国土開発幹線自動車道建設審議会で松戸市 - 市川市の整備計画策定。
- 1997年（平成9年）
  - 7月：都市計画案の公告・縦覧（葛飾区区間）。
  - 9月：東京都と建設省が第1回東京外かく環状道路懇談会を開催し、西部環状部分において地下構造を有力案とし具体化を図ることを確認。
- 1998年（平成10年）
  - 3月：地下構造案に基づく自治体間調整のため、「東京外かく環状道路とまちづくりに関する連絡会」を設置。
  - 7月：東京（葛飾区）区間が都市計画変更。
  - 12月25日：第31回国土開発幹線自動車道建設審議会で三郷市 - 松戸市の整備計画策定。
- 1999年（平成11年）12月：石原慎太郎東京都知事（当時）が都議会定例会で地下化案を基本とする旨を表明。
- 2001年（平成13年）
  - 1月：扇千景国土交通大臣（当時）が現地視察。
  - 4月：国と都とが計画を地下構造に変更する「計画のたたき台」を公表。
  - 12月20日：常磐道 - 東関道を東関東自動車道として基本計画告示。
- 2002年（平成14年）6月 : PI（パブリック・インヴォルヴメント）外環沿線協議会発足。
- 2003年（平成15年）3月：関越道-東名高速に関して、地下40m以下の大深度地下とする「方針」公表。
- 2004年（平成16年）12月8日：千葉県収用委員会再建[37]。
- 2006年（平成18年）6月：都市計画変更案と環境影響評価準備書の公告・縦覧（関越道 - 東名高速）。
- 2007年（平成19年）
  - 3月16日：東京都都市計画審議会が高架方式から大深度地下方式への変更案を了承。
  - 4月 : 関越道 - 東名高速が地下方式への都市計画変更決定。
  - 12月25日：国土交通大臣が関越道 - 中央道を関越自動車道として、中央道 - 東名を中央自動車道として基本計画決定。
- 2009年（平成21年）
  - 2月13日：石原慎太郎東京都知事（当時）が関越道-東名高速について、金子一義国土交通大臣に2009年度事業着手を要請。
  - 4月27日：第4回国土開発幹線自動車道建設会議にて、関越 - 東名の整備計画を策定。
  - 10月10日：鳩山政権（当時）が進める平成21年度補正予算見直しにより、補正予算71億円のうち測量設計費を除く66億円が凍結される。
- 2011年（平成23年）12月12日：2012年に着工し、東京都が招致を目指している2020年の夏季東京五輪までに関越 - 東名を完成させる方針が決まる[38]。
- 2012年（平成24年）9月5日：関越 - 東名間を着工[39]。
- 2018年（平成30年）6月2日：東京外環自動車道・国道298号として、三郷南IC - 高谷JCT間が開通[40]。これにより、京葉道路と東関東自動車道・首都高速湾岸線と接続。また、外環道埼玉区間と千葉区間が全線開通。
- 2020年（令和2年）10月18日：調布市東つつじケ丘2丁目において、工事で地盤が緩んだことが原因となる深さ約5mの陥没事故が発生[41][42]。
- 2022年（令和4年）2月25日：大泉ジャンクション（JCT）付近で掘進作業を再開[43]。
  - 2月28日：住民らが工事の差止めを求めた仮処分申立てで、東京地方裁判所は、一部区間の工事を差し止める決定をした。地裁が差止めたのは、関連するトンネル7本のうち東名JCTから武蔵野市までの約9キロにわたる2本の掘削工事。一方で、工事を再開している大泉JCT付近については差止めを認めなかった[44][45]。
  - 4月7日：シールドマシンが、工事のためにあらかじめ設置された地中壁の外側を覆う鉄筋コンクリートの鋼材に接触し、カッタービット等が損傷した。これにより大泉JCT付近で掘削作業を行っていた本線トンネルの工事は停止した[43]。
  - 11月1日：大泉JCT付近で停止していた本線トンネルの工事を再開[46]。

### 開通予定
- 未定：
  - 東名JCT以南 (調査中)
  - 東名JCT - 大泉JCT (事業中)

## 反対運動

### 東京区間（一般道路部）
東京都三鷹市牟礼から練馬区大泉町に到る区間は、自動車専用部が大深度地下を活用した方式で建設される方針が示されている（前述）一方、一般道路部の都市計画道路（外環の2）は引き続き地上部に整備される予定となっている。この動きに対して、2008年（平成20年）には武蔵野市在住の弁護士が東京都を相手に外環の2の都市計画廃止と損害賠償を求める民事訴訟を起こしているほか、武蔵野市の邑上守正市長（当時）が外環道の意見交換会の席上で「計画の廃止も含めた必要性の有無を検討すべき」との意向を表明している。

### 千葉区間
1969年に計画された外環道千葉区間においては、市街地や住宅地を通過する一部区間があったこともあり、沿道住民などによる激しい反対運動が生じて1973年に事業凍結された。1987年から当初の高架構造から半地下の掘割構造への変更が検討されはじめ、1995年に決定したが、当初計画の幅員40mが環境対策で60mまで拡幅されることとなり、中核派が起こした千葉県収用委員会会長襲撃事件の影響による収用委員会の機能停止に輪をかけて用地取得を困難なものにした。

### 東北地方太平洋沖地震の影響
2011年（平成23年）5月1日の参議院連合審査会で、日本共産党の田村智子は、「首都圏の大型公共事業を見直した財源を東日本大震災被災地復興に充てるべき」と主張し、具体的な削減対象事業について、本道路建設計画を挙げ、「周辺住民の反対もあり中止すべき」と指摘したが、大畠章宏国土交通大臣（当時）は「防災や復興物資搬出入を考慮すれば、道路整備は重要」と答弁した。